# Fabrizio Gifuni
Fabrizio Gifuni (Roma, 16 luglio 1966) è un attore e regista teatrale italiano, vincitore del David di Donatello al miglior attore non protagonista per Il capitale umano (2014) e del David di Donatello al miglior attore protagonista per Esterno notte (2023).

## Biografia
Nato e cresciuto a Roma, con origini metà pugliesi e metà siciliane. Diplomato nel 1992 all'Accademia nazionale d'arte drammatica Silvio d'Amico, esordisce in teatro nel 1993 con l'Elettra diretta da Massimo Castri, che lo dirigerà negli anni successivi nella Trilogia della villeggiatura di Carlo Goldoni. Al cinema esordisce nel 1996 con la commedia La bruttina stagionata, regia di Anna Di Francisca. Collabora successivamente con la compagnia greca diretta da Theodoros Terzopoulos e con i registi Giancarlo Sepe e Valter Malosti. È ideatore e interprete di numerosi spettacoli, fra i quali I kiss your hands, catalogo semiserio delle lettere di Mozart, Non fate troppi pettegolezzi, Le sante corde dei canti, Attilio Bertolucci e Pier Paolo Pasolini, un'amicizia in versi. Tra il 2004 e il 2010 realizza con Giuseppe Bertolucci il pluripremiato progetto Gadda e Pasolini, antibiografia di una nazione (edito anche da Minimum Fax) comprendente i due spettacoli 'Na specie de cadavere lunghissimo (Premio Istryo e Golde graal nel 2005) e L'ingegner Gadda va alla guerra o della tragica istoria di Amleto Pirobutirro (Premio Ubu 2010 al miglior spettacolo dell'anno e al miglior attore dell'anno, Premio della critica e Premio maschere d'oro del teatro).
Nel 2012 registra integralmente la lettura del capolavoro di Gadda Quer pasticciaccio brutto de via Merulana (Emons Audiolibri). Nel 2014, sempre per Emons, registra la lettura integrale di Ragazzi di vita di Pasolini. Nel 2014 è in scena con Lo Straniero, un'intervista impossibile, tratto dal romanzo L'Étranger di Albert Camus e, l'anno seguente, con il reading-spettacolo Ragazzi di vita. Ancora nel 2015 è fra i protagonisti di Lehman Trilogy di Stefano Massini, ultima regia di Luca Ronconi per il Piccolo Teatro di Milano. Nel 2016 vince il premio Le Maschere del teatro italiano come miglior attore in un monologo (Lo Straniero di Camus). Nella stagione 2017/2018 è il protagonista dello spettacolo Freud o dell’interpretazione dei sogni prodotto dal Piccolo Teatro di Milano, su testo di Stefano Massini per la regia di Federico Tiezzi. Fra i suoi ultimi lavori per il teatro, Con il vostro irridente silenzio, studio sulle lettere dalla prigionia e sul Memoriale di Aldo Moro, di cui cura anche la regia e la drammaturgia.
Fra i suoi lavori per il cinema e la televisione si ricordano: Vite in sospeso, regia di Marco Turco, Così ridevano, regia di Gianni Amelio (Leone d'oro al Festival di Venezia nel 1998), Un amore e Qui non è il paradiso, entrambi diretti da Gianluca Maria Tavarelli, L'amore probabilmente, regia di Giuseppe Bertolucci, Il partigiano Johnny di Guido Chiesa, Hannibal di Ridley Scott, Sole negli occhi e Il dolce e l'amaro, diretti da Andrea Porporati, La meglio gioventù (vincitore del premio Un Certain Regard al Festival di Cannes nel 2003) e Romanzo di una strage per la regia di Marco Tullio Giordana, L'inverno di Nina Di Majo, De Gasperi - L'uomo della speranza di Liliana Cavani, Musikanten di Franco Battiato, La ragazza del lago di Andrea Molaioli, Signorina Effe di Wilma Labate, Galantuomini di Edoardo Winspeare, Paolo VI - Il papa nella tempesta, miniserie diretta da Fabrizio Costa, Beket di Davide Manuli.
Nel 2010 interpreta il ruolo dello psichiatra Franco Basaglia nella miniserie televisiva C'era una volta la città dei matti..., diretta da Marco Turco e sempre nello stesso anno prende parte a L'amore buio di Antonio Capuano. Tra il 2011 e il 2012 prende parte ai film La kryptonite nella borsa di Ivan Cotroneo, La leggenda di Kaspar Hauser con Vincent Gallo, regia di Davide Manuli. Nel 2014 interpreta il ruolo dell'uomo d'affari Giovanni Bernaschi ne Il capitale umano di Paolo Virzì, per il quale ottiene tutti i principali riconoscimenti della stagione: David di Donatello, Nastro d'Argento e Premio Vittorio Gassman al Bari film festival. Nello stesso anno è protagonista della seconda commedia di Francesco Bruni, Noi 4, per la quale è premiato al Festival di Annecy per la migliore interpretazione maschile. Nel 2015 è fra gli interpreti di Fai bei sogni di Marco Bellocchio.
Dal 2017, assieme a Natalia Di Iorio, cura la stagione teatrale PrimaVera al Garibaldi a Lucera, città a cui è legato per le origini del nonno Gianbattista Gifuni, storico bibliotecario della Biblioteca Comunale 'R. Bonghi'. La stagione teatrale, che si svolge annualmente in primavera presso il Teatro Garibaldi di Lucera, è inoltre inserita nella rassegna culturale Estate|Muse|Stelle, che ha luogo annualmente in estate presso l'Anfiteatro romano di Lucera.
Nel 2018 interpreta il ruolo del giornalista Pippo Fava nel film per la televisione Prima che la notte, diretto da Daniele Vicari. Nel 2020 è il protagonista del film La belva di Ludovico Di Martino, prodotto da Matteo Rovere e dalla Warner. Nel 2022 torna ad interpretare Aldo Moro stavolta nel film Esterno notte di Marco Bellocchio, ruolo grazie al quale vince tutti i principali riconoscimenti della stagione fra cui il David di Donatello e il Nastro d'Argento Grandi Serie come miglior attore protagonista. Nel 2023 torna a lavorare con Marco Bellocchio nel film Rapito.
Nel 2024 è protagonista del film di Francesca Comencini Il tempo che ci vuole, presentato fuori concorso all'81ª Mostra internazionale d'arte cinematografica di Venezia.

## Vita privata
È figlio di Gaetano Gifuni, segretario generale della Presidenza della Repubblica sotto i settennati di Oscar Luigi Scalfaro e Carlo Azeglio Ciampi. È sposato dal 2000 con l'attrice milanese Sonia Bergamasco, con la quale ha recitato in diversi film, tra cui La meglio gioventù e la miniserie televisiva De Gasperi - L'uomo della speranza, e con la quale ha avuto due figlie. È tifoso della Juventus.

## Filmografia

### Cinema
- Giovanni Falcone, regia di Giuseppe Ferrara (1993)
- La bruttina stagionata, regia di Anna Di Francisca (1996)
- Vite in sospeso, regia di Marco Turco (1998)
- Così ridevano, regia di Gianni Amelio (1998)
- La carbonara, regia di Luigi Magni (1999)
- Un amore, regia di Gianluca Maria Tavarelli (1999)
- Qui non è il paradiso, regia di Gianluca Maria Tavarelli (2000)
- L'amore probabilmente, regia di Giuseppe Bertolucci (2000)
- Il partigiano Johnny, regia di Guido Chiesa (2000)
- L'inverno, regia di Nina Di Majo (2001)
- Hannibal, regia di Ridley Scott (2001)
- Sole negli occhi, regia di Andrea Porporati (2001)
- La meglio gioventù, regia di Marco Tullio Giordana (2003)
- Movimenti, regia di Claudio Fausti e Serafino Murri (2004)
- Musikanten, regia di Franco Battiato (2005)
- Fratelli di sangue, regia di David Sordella (2006)
- La ragazza del lago, regia di Andrea Molaioli (2007)
- Signorina Effe, regia di Wilma Labate (2007)
- Il dolce e l'amaro, regia di Andrea Porporati (2007)
- Beket, regia di Davide Manuli (2008)
- Galantuomini, regia di Edoardo Winspeare (2008)
- L'amore buio, regia di Antonio Capuano (2009)
- L'uomo nero, regia di Sergio Rubini (2009)
- Io sono con te, regia di Guido Chiesa (2010)
- La kryptonite nella borsa, regia di Ivan Cotroneo (2011)
- Romanzo di una strage, regia di Marco Tullio Giordana (2011)
- La leggenda di Kaspar Hauser, regia di Davide Manuli (2012)
- Il capitale umano, regia di Paolo Virzì (2014)
- Noi 4, regia di Francesco Bruni (2014)
- Fai bei sogni, regia di Marco Bellocchio (2015)
- Rubando bellezza, regia di Fulvio Wetzl, Danny Biancardi e Laura Bagnoli – documentario (2016)
- Dove non ho mai abitato, regia di Paolo Franchi (2017)
- La belva, regia di Ludovico Di Martino (2020)
- Lei mi parla ancora, regia di Pupi Avati (2021)
- La scuola cattolica, regia di Stefano Mordini (2021)
- Esterno notte, regia di Marco Bellocchio (2022)
- I viaggiatori, regia di Ludovico Di Martino (2022)
- Mixed by Erry, regia di Sydney Sibilia (2023)
- Rapito, regia di Marco Bellocchio (2023)
- Il tempo che ci vuole, regia di Francesca Comencini (2024)
- Volontè - L'uomo dai mille volti, regia di Francesco Zippel (2024)
- Duse, The Greatest, regia di Sonia Bergamasco – documentario (2024)

### Televisione
- Le cinque giornate di Milano, regia di Carlo Lizzani – miniserie TV (2004)
- De Gasperi - L'uomo della speranza, regia di Liliana Cavani – miniserie TV (2005)
- L'ultima frontiera, regia di Franco Bernini – miniserie TV (2006)
- Paolo VI - Il papa nella tempesta, regia di Fabrizio Costa – miniserie TV (2008)
- C'era una volta la città dei matti..., regia di Marco Turco – miniserie TV (2010)
- Prima che la notte, regia di Daniele Vicari – film TV (2018)
- Boris 4 – serie TV, episodio 8 (2022)
- L'amica geniale – serie TV, 10 episodi (2024)

## Teatro
- Elettra di Euripide, regia di Massimo Castri (1993-1994)
- Macbeth di William Shakespeare, regia di Giancarlo Sepe (1994)
- Le smanie per la villeggiatura di Carlo Goldoni, regia di Massimo Castri (1995-1996)
- Antigone di Sofocle, regia di Theodoros Terzopoulos (1995, 1997)
- Le avventure della villeggiatura di Carlo Goldoni, regia di Massimo Castri (1996-1997)
- Il ritorno dalla villeggiatura di Carlo Goldoni, regia di Massimo Castri (1996-1997)
- ¿Pia? di Marguerite Yourcenar, regia di Valter Malosti (2004)
- 'Na specie de cadavere lunghissimo da Pier Paolo Pasolini e Giorgio Somalvico, regia di Giuseppe Bertolucci (2004-2007, 2010-2011, 2013-2015)
- I Kiss Your Hands - catalogo semiserio delle lettere mozartiane, regia di Fabrizio Gifuni e Sonia Bergamasco (2006-2008)
- Non fate troppi pettegolezzi (omaggio a Cesare Pavese), regia di Fabrizio Gifuni (2008, 2010)
- L'ingegner Gadda va alla guerra o della tragica istoria di Amleto Pirobutirro, da Carlo Emilio Gadda e William Shakespeare, regia di Giuseppe Bertolucci (2010-2012, 2015)
- Attilio Bertolucci e Pier Paolo Pasolini, un'amicizia in versi, da Attilio Bertolucci e Pier Paolo Pasolini, regia di Fabrizio Gifuni e Sonia Bergamasco (2011, 2013)
- Il Piccolo Principe in concerto, da Antoine de Saint-Exupéry, regia di Fabrizio Gifuni e Sonia Bergamasco (2011-2013)
- Gli indifferenti. Parole e musiche da un Ventennio, a cura di Fabrizio Gifuni (2012-2013)
- Lo straniero, un'intervista impossibile, da Albert Camus, regia di Roberta Lena (2013-2016)
- Concerto per Amleto, scritto, diretto e interpretato da Fabrizio Gifuni (2013, 2016-2018)
- Un certo Julio. Omaggio a Julio Cortázar e Roberto Bolaño, da Julio Cortázar e Roberto Bolaño, a cura di Fabrizio Gifuni (2014, 2016-2017, 2019, 2024)
- Ragazzi di vita, da Pier Paolo Pasolini, a cura di Fabrizio Gifuni (2014-2017)
- Lehman Trilogy di Stefano Massini, regia di Luca Ronconi (2015-2017)
- Il dio di Roserio, studio sul primo capitolo di Alfredo Testori, a cura di Fabrizio Gifuni (2015-2017)
- Freud o l'interpretazione dei sogni di Stefano Massini, riduzione e adattamento di Federico Tiezzi e Fabrizio Sinisi, regia Federico Tiezzi (2018)
- Fatalità della rima. Omaggio a Giorgio Caproni, ideazione, drammaturgia e interpretazione di Fabrizio Gifuni (2018-2020, 2022, 2024)
- Con il vostro irridente silenzio. Studio sulle lettere dalla prigionia e sul memoriale di Aldo Moro, ideazione, drammaturgia e interpretazione di Fabrizio Gifuni (2018-2025)
- Il male dei ricci - Ragazzi di vita e altre visioni, da Pier Paolo Pasolini, ideazione di Fabrizio Gifuni (2022-2025)

## Doppiaggio
Fabrizio Gifuni si è cimentato occasionalmente anche come doppiatore: ha infatti prestato la voce a Ivan Franek nel film del 2003 Brucio nel vento di Silvio Soldini e a Willem Dafoe nel ruolo di Pier Paolo Pasolini nel film Pasolini del 2014 diretto da Abel Ferrara.

## Audiolibri
- Quer pasticciaccio brutto de via Merulana, di Carlo Emilio Gadda, Emons Audiolibri, 2012
- Ragazzi di vita di Pier Paolo Pasolini, Emons Audiolibri, 2014
- Notturno cileno di Roberto Bolaño, Emons Audiolibri, 2017
- I sommersi e i salvati di Primo Levi, Emons Audiolibri, 2019
- Il colibrì di Sandro Veronesi, Audible, 2019
- Vita, morte e miracoli di Bonfiglio Liborio di Remo Rapino, Storytel, 2020
- La pista di ghiaccio di Roberto Bolaño, Ad alta voce, disponibile su RaiPlaySound, 2020
- Todo modo di Leonardo Sciascia, Emons Audiolibri, 2021
- Il libro delle case di Andrea Bajani, Storytel, 2021
- I Promessi Sposi di Alessandro Manzoni, Ad Alta Voce, Rai Radio 3, disponibile su Raiplay Radio, 2022

## Opere
- Fabrizio Gifuni, Giuseppe Bertolucci, Gadda e Pasolini: antibiografia di una nazione, con 2 DVD, Minimum Fax, 2012, ISBN 9788875213954.
- Fabrizio Gifuni, Con il vostro irridente silenzio. Le lettere e il Memoriale: voci dalla prigionia di Aldo Moro, Milano, Feltrinelli, 2022, ISBN 9788807493492.

## Riconoscimenti
- Annecy cinéma italien
  - 2014 – Miglior attore per Noi 4

- Bari International Film Festival
  - 2011 – Premio Fellini 8 ½ per l'eccellenza cinematografica
  - 2014 – Premio Vittorio Gassman per il miglior attore protagonista per Il capitale umano
  - 2023 – Premio Vittorio Gassman per il miglior attore protagonista per Esterno notte

- Bellaria Film Festival
  - 2002 – Premio Casa Rossa Migliore Attore per L'amore probabilmente

- Ciak d'oro
  - 2004 – Candidatura al migliore attore non protagonista per La meglio gioventù
  - 2014 – Candidatura al migliore attore non protagonista per Il capitale umano
  - 2021 – Candidatura al migliore attore protagonista per La belva
  - 2021 – Candidatura al migliore attore non protagonista per Lei mi parla ancora

- David di Donatello
  - 2000 – Candidatura al migliore attore protagonista per Un amore
  - 2004 – Candidatura al migliore attore non protagonista per La meglio gioventù
  - 2008 – Candidatura al migliore attore non protagonista per La ragazza del lago
  - 2012 – Candidatura al migliore attore non protagonista per Romanzo di una strage
  - 2014 – Migliore attore non protagonista per Il capitale umano
  - 2023 – Migliore attore protagonista per Esterno notte
  - 2025 – Candidatura al migliore attore protagonista per Il tempo che ci vuole

- Efebo d'oro
  - 2008 – Premio cinema per l'interpretazione per La ragazza del lago

- European Independent Film Critics Awards
  - 2013 – Candidatura al miglior attore non protagonista per Romanzo di una strage

- Festa del Cinema di Roma
  - 2010 – 3 Social Movie Star Award per C'era una volta la città dei matti...

- Festival del cinema di Porretta Terme
  - 2022 – Premio Speciale Elio Petri

- Festival della televisione di Monte Carlo
  - 2010 – Miglior attore per C'era una volta la città dei matti...
  - 2019 – Candidatura al miglior attore per Prima che la notte

- Festival delle Cerase
  - 2000 – Premio migliore attore rivelazione
  - 2014 – Premio migliore attore per Noi 4

- Festival internazionale del cinema di Berlino
  - 2002 – Premio rivelazione europea (EFP Shooting Star) per L'inverno

- Galà del Cinema e della Fiction in Campania
  - 2022 – Premio Speciale Cinema & Teatro

- Golden Graal
  - 2006 – Miglior attore di teatro drammatico per 'Na specie de cadavere lunghissimo
  - 2008 – Candidatura al miglior attore drammatico per Il dolce e l'amaro
  - 2008 – Candidatura al miglior attore drammatico per La ragazza del lago

- Globo d'oro
  - 2002 – Migliore attore rivelazione per Sole negli occhi e L'inverno
  - 2025 – Candidatura al miglior attore per Il tempo che ci vuole

- Grand Prix Corallo di Alghero Film-Fiction, Sport, Televisione
  - 2010 – Premio Film Fiction per C'era una volta la città dei matti...

- Premio Hystrio
  - 2005 – Premio all'interpretazione

- IOFAD Award
  - 2012 – Candidatura al miglior attore non protagonista per Romanzo di una strage

- Italy On Screen Today
  - 2023 – Italy On Screen Excellence Award

- La Pellicola d'Oro
  - 2023 – Candidatura al miglior attore di serie TV per Esterno notte
  - 2023 – Miglior attore di cinema per Esterno notte

- Maremetraggio
  - 2023 – Premio Interprete del Presente

- Mostra Internazionale d'Arte Cinematografica di Venezia
  - 2021 – International Starlight Cinema Award

- Nastro d'argento
  - 2002 – Candidatura al migliore attore protagonista per Sole negli occhi
  - 2004 – Migliore attore protagonista per La meglio gioventù
  - 2012 – Candidatura al migliore attore non protagonista per Romanzo di una strage
  - 2014 – Miglior attore protagonista per Il capitale umano
  - 2021 – Candidatura al migliore attore protagonista per La belva
  - 2021 – Candidatura al migliore attore non protagonista per Lei mi parla ancora
  - 2025 – Migliore attore protagonista per Il tempo che ci vuole
- Nastri d'argento - Grandi Serie
  - 2023 – Migliore attore protagonista per Esterno notte
  - 2025 – Candidatura al miglior attore protagonista per L'amica geniale - Storia della bambina perduta

- Otranto Film Fund Festival
  - 2012 – Premio Cinema e Territori per Romanzo di una strage

- Premio Argos Hippium
  - 2010 – Premio Origini Daune

- Premio Aroldo Tieri
  - 2017

- Premio Cinearti La chioma di Berenice
  - 2023 – Candidatura al miglior attore di serie TV per Esterno notte

- Premio dell'Associazione Nazionale Critici Teatrali
  - 2010 – Premio della critica per L'ingegnere Gadda va alla guerra o della tragica istoria di Amleto Pirobutirro

- Premio FICE
  - 2022 – Premio FICE per un anno di cinema d'essai

- Premio Flaiano
  - 2005 – Premio Flaiano di televisione e radio - Premio per l'interpretazione per De Gasperi - L'uomo della speranza
  - 2023 – Premio Flaiano per la cinematografia - Premio per l'interpretazione per Esterno notte

- Premio Gian Maria Volontè
  - 2012

- Premio Ischia
  - 2005 – Miglior attore per De Gasperi - L'uomo della speranza

- Premio Kineo "Diamanti al Cinema Italiano"
  - 2012 – Miglior attore non protagonista per Romanzo di una strage
  - 2017 – Candidatura al miglior attore protagonista per Fai bei sogni
  - 2021 – Candidatura al miglior attore protagonista per La belva
  - 2021 – Candidatura al miglior attore non protagonista per Lei mi parla ancora

- Premio Le Maschere del Teatro Italiano
  - 2011 – Miglior interprete di monologo per L'ingegner Gadda va alla guerra o della tragica istoria di Amleto Pirobutirro
  - 2016 – Miglior interprete di monologo per Lo straniero

- Premio Mario Gallo
  - 2013 – Per La leggenda di Kaspar Hauser

- Premio Napoli
  - 2014 – Premio per la lingua e la cultura italiana

- Premio Rodolfo Valentino
  - 2005 – Miglior attore per De Gasperi - L'uomo della speranza

- Premio Sylvester
  - 2021 – Candidatura al Miglior maccosa per La belva

- Premio Ubu
  - 2010 – Miglior attore per L'ingegner Gadda va alla guerra o della tragica istoria di Amleto Pirobutirro
  - 2015 – Candidatura al miglior attore per Lehman Trilogy

- Premio Vittorio De Sica
  - 2002 – Miglior attore

- Roma Fiction Fest
  - 2010 – Premio L.A.R.A. Miglior interprete maschile per C'era una volta la città dei matti...

- Santa Croce Effetto Notte
  - 2018 – Premio per il Cinema Italiano – Diploma Honoris Causa in recitazione al Centro Sperimentale di Cinematografia

- Sesterzio d'Argento
  - 2012 – Premio Speciale della Giuria

- Taormina Film Fest
  - 2016 – Premio Cariddi d'oro

- Tertio Millennio Film Fest
  - 2010 – Premio Navicella Fiction per C'era una volta la città dei matti...